# 松田昇太郎
松田 昇太郎（まつだ しょうたろう、1903年8月17日 - 1987年8月26日）は、日本の奇術師である。

## 経歴
東京の本所石川の銭座と味噌醤油問屋を兼ねる大店に生まれ、趣味人として、民芸品や切符の収集、手品のネタの開発や普及で活躍した。たけとんぼの会会員。松田は、松旭斎天一のサムタイなどのクロースアップ・マジックを継承しており、成城に移り住んで、戦後、多くの進駐軍将校たちに披露し、また、彼らから米国の先進的なネタや資料を得て改良、テンヨーの商品開発に協力、1956年に創刊された季刊『奇術研究』に欠かさず寄稿し、アマチュア手品の普及に努め、多くの奇術師や手品研究者に慕われた。

## 親族
父は松田鉱作、叔父は松田義郎、祖父は松田辰二郎、曾祖父は松田甚兵衛。娘は画家松田ハルミ、孫は純丘曜彰。